# Muzică de film
Muzica de film reprezintă un gen muzical ce reunește creațiile destinate acompanierii unei producții filmice (pentru cinematograf sau televiziune). Ca gen, muzica de film aparține atât muzicii culte, cât și celei de consum; alături de alte genuri apărute în secolul XX (muzica electronică, muzica experimentală ș.a.), a contribuit la slăbirea delimitării dintre cult și non-cult în muzică.
Spre deosebire de majoritatea celorlalte genuri (indiferent de natura autorilor – culți sau nu), muzica de film nu dispune de particularități stilistice proprii, ci poate împrumuta elemente din aproape orice alt gen (cult sau de consum). În schimb, specificul său este aplicarea unui limbaj propriu, parțial coincident cu cel al altor muzici însoțitoare (echiv. aprox. en. incidental music).
Un compozitor specializat pe acest gen este numit uneori compozitor de film. Totalitatea pieselor muzicale ce figurează într-un film sau într-un serial de televiziune se numește coloană sonoră; adeseori, coloanele sonore sunt comercializate pe suporturi audio, izolate de film.

## Istoric

### În contextul muzicilor însoțitoare
Muzica de film se înscrie în lunga carieră a muzicilor însoțitoare, veche de mai multe milenii. Acompanierea teatrului de către muzica de scenă și de dans s-a produs începând din Antichitate – o trecere în revistă cuprinde: teatrul greco-roman, teatrul european medieval, teatrul japonez Kabuki, opera, baletul, comedia muzicală. Privitor la aceste situații de relaționare a muzicii cu teatrul, compozitorul american Richard Davis remarcă: „[cele două] pot fi separate în entități izolate, însă îmbinarea lor are ca rezultat un întreg mai mare decât suma părților”.
Istoricul muzicii de film este strâns legat de evoluția cinematografului în sine. În primele decenii, centrele cele mai semnificative au fost Europa și America de Nord; dezvoltarea genului pe cele două continente s-a desfășurat în ton cu tendințele locale în materie de film (vezi cinematograful european și cinematograful nord-american).

### Perioada filmului mut
Primele proiecții însoțite de muzică au aparținut chiar fraților Lumière și s-au desfășurat la Paris și Londra în anii 1895–1896. Succesul acestei practici a avut drept consecință dotarea în următorii ani a sălilor de proiecție cu piane, mici orchestre sau orgi de cinema.
La început, muzica utilizată pentru ilustrarea unui film era aleasă din rândul audițiilor gustate de public, indiferent dacă erau piese culte sau de muzică ușoară ș.a.m.d. Rolul dramatic (de evidențiere a acțiunii, a conținutului afectiv oferit de cele petrecute pe ecran) pe care-l capătă acompaniamentul muzical al unui film nu a fost perceput și exploatat în primii ani, muzica fiind prezentă numai pentru a acompania imaginile lipsite de sunet și pentru a masca zgomotul produs de aparatul de proiecție. Selectarea pieselor se făcea de către unicul interpret (pianist sau organist) sau de către regizorul muzical al cinematografului, după caz. Compunerea de coloane sonore se făcea numai foarte rar, din cauza costurilor presupuse și a timpului necesar; în plus, problematică era și aranjarea muzicii compuse pentru tot felul de ansambluri, pe măsura celor aparținătoare de diferitele cinematografe. Prima muzică de film comandată vreodată a fost destinată producției franceze Asasinarea ducelui de Guise (1908) și a fost compusă de către francezul Camille Saint-Saëns.
Un moment semnificativ în istoria timpurie a muzicii de film a fost stabilirea unor proceduri standard pentru acompanierea peliculelor. În acest mod se grăbea considerabil întreaga procedură, efect benefic pentru nevoile tot mai mari ale industriei în creștere.